# Música galante
A música galante refere-se a composição musical que esteve na moda das décadas de 1720 a 1770. Este movimento caracterizou um retorno à simplicidade e ao apelo imediato após a complexidade do final do Barroco. Isso significava melodias mais simples, mais parecidas com canções, menor uso de polifonia, frases curtas e periódicas, um vocabulário harmônico reduzido enfatizando tônica e dominante, e uma clara distinção entre solista e acompanhamento. Cal Philipp Emanuel Bach e Daniel Gottlob Türk, que estavam entre os teóricos mais significativos do final do século XVIII, contrastaram o galante com os estilos "aprendido" ou "estrito". O alemão empfindsamer Stil, que procura expressar emoções e sensibilidade pessoais, pode ser visto como um dialeto norte-alemão intimamente relacionado ao estilo galante internacional, ou em contraste com ela, como entre a música de Carl Philipp Emanuel Bach, fundador de ambos os estilos, e a de Johann Christian Bach, que levou o estilo galante mais longe e estava mais próximo do clássico.
Esse estilo musical fazia parte do movimento mais amplo da arte da época.
A palavra "galante" deriva do francês, onde estava em uso pelo menos desde o século XVI. No início do século XVIII, um galant homme descreveu uma pessoa da moda, que era elegante, culta e virtuosa. O teórico alemão Johann Mattheson parece ter gostado do termo. Ele aparece no título de sua primeira publicação de 1713, Das neu-eröffnete Orchester , oder Universelle und gründliche Anleitung wie ein Galant Homme einen vollkommenen Begriff von der Hoheit und Würde der edlen Music erlangen. Em vez do tipo gótico traduzido aqui em itálico, Mattheson usou o estilo romano para enfatizar as muitas expressões não alemãs. Mattheson foi aparentemente o primeiro a se referir a um "estilo galante" na música, em seu Das forschende Orchester de 1721. Ele reconheceu um estilo mais leve e moderno, einem galanten Stylo, e nomeou entre seus principais praticantes Giovanni Bononcini, Antonio Caldara, Georg Philipp Telemann, Alessandro Scarlatti, Antonio Vivaldi e George Frideric Handel. Todos estavam compondo ópera séria italiana, um estilo musical dirigido pela voz, e a ópera permaneceu a forma central da música galante. A nova música não era essencialmente uma música de corte, mas uma música de cidade: as cidades enfatizadas por Daniel Heartz, um recente historiador de composição musical, foram as primeiras:Nápoles, depois Veneza, Dresden, Berlim, Stuttgart, Mannheim e Paris. Muitos compositores galantes passaram suas carreiras em cidades menos centrais, que podem ser consideradas consumidores e não produtores do estilo galante: Johann Christian Bach e Carl Friedrich Abel em Londres; Baldassare Galuppi em São Petersburgo e Georg Philipp Telemann em Hamburgo.
Nem todos os contemporâneos ficaram encantados com essa simplificação revolucionária: Johann Samuel Petri, em seu Anleitung zur praktischen Musik (1782) falou da "grande catástrofe na música".
A mudança ocorreu tanto no nascimento do Romantismo quanto no Classicismo. O elemento da canção folclórica na poesia, como a melodia cantabile cantabile na música galante, foi trazido ao conhecimento público nas Relíquias da Poesia Antiga, de Thomas Percy (1765) e nas invenções Ossianas de James Macpherson durante a década de 1760.

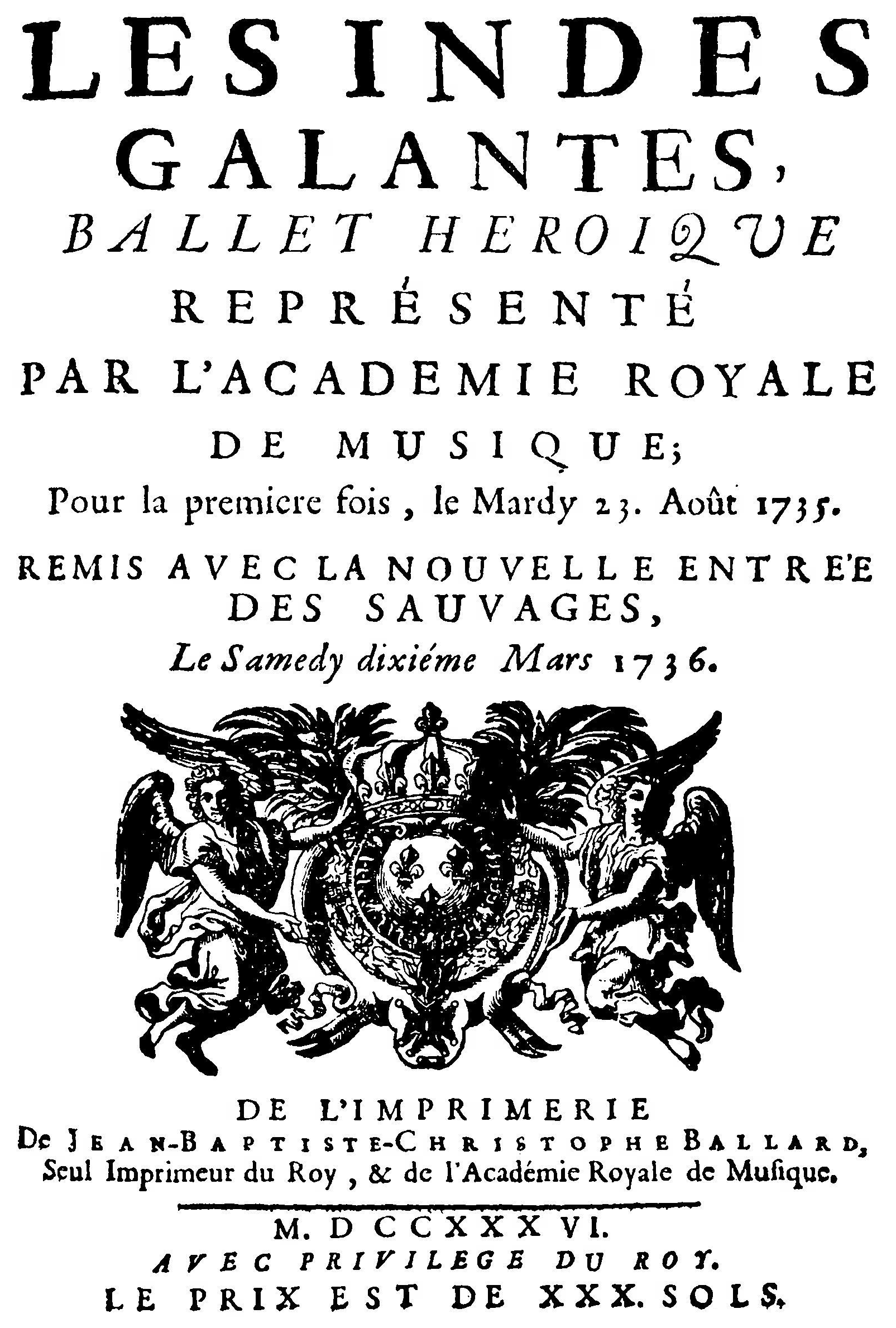
Louis Fuzelier e Jean-Philippe Rameau, Les indes galantes (1735-1736)

Algumas das músicas posteriores de Telemann e dos filhos de Bach, Johann Joachim Quantz, Johann Gottlieb e Carl Heinrich Graun, Franz e Georg Anton Benda, Frederico, o Grande, Johann Adolph Hasse, Giovanni Battista Sammartini, Giuseppe Tartini, Baldassare Galuppi, Johann Stamitz, Domenico Alberti, e os primeiros Haydn e Mozart são exemplos de estilo galante. Algumas das obras do compositor português Carlos Seixas estão firmemente no estilo galante.
Este estilo simplificado era dirigido pela melodia, não construído em motivos rítmicos ou melódicos como a música clássica deveria ser: "É indicativo que Haydn, mesmo em sua velhice, teria dito: 'Se você quer saber se uma melodia é muito bonita, cante-a sem acompanhamento' ". Essa simplificação também se estendeu ao ritmo harmônico, que geralmente é mais lento na música galante do que no estilo barroco anterior, tornando assim a ornamentação melódica pródiga e as nuances de cores harmônicas secundárias mais importantes.
As afinidades do estilo galante com o rococó nas artes visuais são facilmente superadas, mas as características que foram valorizadas em ambos os gêneros foram o frescor, a acessibilidade e o charme. As fêtes galantes de Watteau eram rococó não apenas no assunto, mas também na tonalidade mais clara e limpa de sua paleta, e os esmaltes que forneciam uma translucidez galante a seus quadros acabados, muitas vezes comparados às orquestrações de música galante.